# 布恩鎮區 (北卡羅萊納州戴維森縣)
布恩鎮區（英語：Boone Township）是位於美國北卡羅萊納州戴維森縣的一個鎮區。

## 地方資料
布恩鎮區的面積為87.80平方千米，皆為陸地。根據2020年美國人口普查的數據，當地共有人口5131人，而人口密度為每平方千米58.44人。